# Nesticus flavidus
Nesticus flavidus là một loài nhện trong họ Nesticidae.
Loài này thuộc chi Nesticus. Nesticus flavidus được Kap Yong Paik miêu tả năm 1978.